# Oławski Węzeł Wodny
Oławski Węzeł Wodny – węzeł wodny położony w Oławie, którego podstawę stanowi rzeka Odra wraz z jej kanałami bocznymi. W obrębie tego węzła wodnego wybudowano między innymi Stopień Wodny Oława, którego podstawowymi budowlami piętrzącymi są: Jaz Oława, Śluza Oława I i Śluza Oława II, oraz Elektrownia Wodna Oława. Do Oławskiego Węzła Wodnego rzeka Odra dopływa pojedynczym korytem, tam rzeka rozdziela się na trzy zasadnicze ramiona:
- główne koryto rzeki, na którym położony jest Jaz Oława oraz na położonym przy jazie przekopie Śluza Oława I
- kanał młynówki, na którym położona jest Elektrownia Wodna Oława II
- kanał boczny, żeglugowy, na którym położona jest Śluza Oława II[a].

Następnie rzeka ponownie łączy się w jedno koryto rzeczne.
Odcinek rzeki Odry przepływającej przez Oławski Węzeł Wodny położony jest na skanalizowanym odcinku rzeki, tj. takim, dla którego każdy z odcinków (stanowisk) pozostaje w zasięgu oddziaływania określonego stopnia wodnego. Powyżej Stopnia Wodnego Oława rzeka Odra pozostaje w zasięgu tego stopnia, aż do poprzedniego stopnia wodnego, jakim jest Stopień Wodny Lipki, natomiast następnym stopniem wodnym na tej rzece jest Stopień Wodny Ratowice. Jaz Oława położony jest w 213,30 km biegu rzeki Odra. W Oławie zlokalizowany jest port rzeczny Oława oraz stanica wodna. Dla turystyki wodnej węzeł wodny w Oławie oceniany jest jako bardzo atrakcyjny, szczególnie pod względem powiązań komunikacyjnych (powiązania z transportem drogowym i kolejowym), szlaków turystycznych pieszych i rowerowych, szlaków kajakowych Odry i Oławy, oraz bazy turystycznej i atrakcji turystycznych, ale nie wykorzystany. Ponadto istniejąca infrastruktura wodna, a szczególnie część budowli hydrotechnicznych, oceniane są jako elementy predysponowane do uwzględnienia w planowanym Muzeum Odry. Istnieją także plany utworzenia w tym rejonie Nadodrzańskiego Oławsko-Wrocławskiego Parku Krajobrazowego.
Rzeka Odra na tym odcinku stanowi Odrzańską Drogę Wodną, będącą częścią europejskiej drogi wodnej E-30 i stanowi zgodnie z polskimi przepisami śródlądową drogę wodną. Przez Oławski Węzeł Wodny przebiegają dwa szlaki żeglugowe:
- główny, poprowadzony przez przekop skracający, w tym przez Śluzę Oława II
- boczny, poprowadzony głównym korytem Odry, w tym przez Śluzę Oława I.

Przekop, na którym zlokalizowana jest Śluza Oława II, wybudowany został w latach 1777–1789, a pierwsza śluza powstała już w latach 1782–1783.
Przez Oławę, oprócz rzeki Odra, przepływaną także inne rzeki i mniejsze cieki. Są to między innymi rzeka Oława, oraz inne, mniejsze cieki mające w mieście Oława swoje ujście do Odry lub Oławy.

### Wratislaviae Amici
- Oława, Rzeka Odra. wroclaw.hydral.com.pl – Wratislaviae Amici. [dostęp 2010-10-08]. (pol.).
- Śluza Oława. wroclaw.hydral.com.pl – Wratislaviae Amici. [dostęp 2010-10-08]. (pol.).
- Stara Śluza Oława. wroclaw.hydral.com.pl – Wratislaviae Amici. [dostęp 2010-10-08]. (pol.).
- Mała Śluza Oława. wroclaw.hydral.com.pl – Wratislaviae Amici. [dostęp 2010-10-08]. (pol.).
- Kanał Młyński. wroclaw.hydral.com.pl – Wratislaviae Amici. [dostęp 2010-10-08]. (pol.).
- Elektrownia wodna. wroclaw.hydral.com.pl – Wratislaviae Amici. [dostęp 2010-10-08]. (pol.).

### Foto Polska
- Oława, Rzeka Odra. fotopolska.eu – Foto Polska. [dostęp 2010-10-08]. (pol.).
- Śluza Oława. fotopolska.eu – Foto Polska. [dostęp 2010-10-08]. (pol.).